# Gianfranco Bartolini
Gianfranco Bartolini (Fiesole, 17 gennaio 1927 – Firenze, 10 ottobre 1992) è stato un politico e sindacalista italiano.

## Biografia
Nato in una famiglia povera, ad otto anni lavora come fabbro nella bottega paterna. Fin da giovanissimo si interessa di politica e sindacato, entrando dopo l'8 settembre 1943 nella Resistenza partigiana tra le file delle Brigate Garibaldi. Finita la guerra si iscrive al Partito Comunista italiano e alla CGIL. Entrato come operaio alle Officine Galileo diventa rapidamente leader della Commissione interna guidando le proteste del 1958-1959 contro i 980 licenziamenti promossi dalla direzione. Durante la vertenza Bartolini insieme agli altri operai arriverà a occupare la fabbrica. Nel 1960 entra nella Camera del lavoro di Firenze, di cui diviene segretario generale il 22 dicembre 1965 quando Vasco Palazzeschi lascia la carica per entrare in Parlamento; mantiene tale ruolo fino al 1972. Negli stessi anni è anche nel Direttivo nazionale della CGIL.
Assessore a Fiesole, è prima Consigliere provinciale (a Firenze) e poi regionale dal 1975: nella regione Toscana diviene anche vicepresidente della giunta ed assessore all'industria e all'energia durante la presidenza di Mario Leone. Nel 1979 entra poi nel Comitato centrale del Partito Comunista Italiano.
Nel 1983 viene eletto presidente della Regione Toscana e forma una giunta con PCI, Democrazia Proletaria e altre forze di sinistra. Rimane presidente fino al 1990 e successivamente diventa vicepresidente della Banca Toscana.